# Mary Beth Hurt
Mary Beth Hurt, nome artístico de Mary Beth Supinger (Marshalltown, 26 de setembro de 1946) é uma atriz estadunidense de cinema e teatro.
Estudou artes dramáticas na Universidade de Iowa e na Tisch School of the Arts da Universidade de Nova Iorque.
Foi casada com o ator William Hurt durante dez anos, de 1971 a 1981. Após o divórcio, casou com o diretor e roteirista Paul Schrader, em 1983, e eles têm um casal de filhos.

## Carreira artística
Sua estreia no teatro foi em Nova Iorque, em 1974. Foi indicada a três prêmios Tony por sua atuação na Broadway em Trelawney of the Wells, Crimes do Coração e Benefactors. Ganhou o prêmio pelo papel de Meg em Crimes do Coração, peça de autoria de Beth Henley e ganhadora do Prêmio Pulitzer.
Fez a estreia no cinema em 1978, no filme Interiors, de Woody Allen, como Joey, uma das três irmãs. Embora seja mais conhecida pela sua extraordinária atuação neste filme, seu currículo inclui outros importantes papéis, como Laura de Chilly Scenes of Winter; Helen Holm Garp de The World According to Garp; e Regina Beaufort de The Age of Innocence, onde foi dirigida por Martin Scorsese.

## Filmografia
- Interiors (1978)
- Chilly Scenes of Winter (1979)
- The Five Forty-Eight (1979)
- A Change of Seasons (1980)
- The World According to Garp (1982)
- D.A.R.Y.L. (1985)
- Compromising Positions (1985)
- Parents (1989)
- Slaves of New York (1989)
- Light Sleeper (1992)
- Six Degrees of Separation (1993)
- My Boyfriend's Back (1993)
- The Age of Innocence (1993)
- Boys Life 2 (1997)
- Affliction (1997)
- Bringing Out the Dead (1999)
- Autumn in New York (2000)
- The Family Man (2000)
- Red Dragon (2002)
- The Exorcism of Emily Rose (2005)
- Lady in the Water (2006)
- The Dead Girl (2006)
- Untraceable (2008)